# Régis Wargnier
Régis Marie Hubert Wargnier (Metz, 18 d'abril de 1948) és un director de cinema, productor, guionista, actor i compositor de música cinematogràfica francès. La seva pel·lícula Indoxina de 1992 va guanyar l'Oscar a la millor pel·lícula de parla no anglesa en la 65a edició dels Premis Óscar I el 1995 la seva pel·lícula Une femme française va guanyar el Sant Jordi de Plata al millor director en el 19è Festival Internacional de Cinema de Moscou.

## Biografia
Fill de Gilbert Wargnier, oficial d'infanteria i de Claude Voizard, va estudiar a París al lycée Saint-Jean-de-Passy i al Saint-Louis de Gonzague. Es llicencià en lletres clàssiques i va fer un màster en grec a la Facultat de Lletres de la Universitat de París-Nanterre, i el 1969 va obrir un estudi de fotografia. El 1971 va fer la seva incursió al cinema gràcies a Claude Chabrol a La décade prodigieuse. Després va treballar den subdirector, ajudant a la càmera i després de director. El 1972, és director del segon equip de La Femme en bleu de Michel Deville. Dos anys després, va treballar en la pel·lícula Nada de Claude Chabrol, amb la qui va dirigir dos telefilms sobre novel·les de Henry James: Le banc de la désolation i De Grey. També treballà a Un jeune homme rebelle de Paul Seban i a Le Grand Frère i Le Bon Plaisir de Francis Girod.
El 1986 va dirigir la seva primera pel·lícula, La Femme de ma vie, per la qual va guanyar el César a la millor primera pel·lícula. Després va dirigir Je suis le seigneur du château i el 1991 el fresc històric i romàntic, Indoxina, que assolir un gran èxit a França i a 'estranger i li va guanyar l'Oscar a la millor pel·lícula en llengua estrangera i cinc Cèsars, inclosa a la millor actriu Catherine Deneuve i millor actor secundari Dominique Blanc. El 1995, dirigir Emmanuelle Béart, Daniel Auteuil i Jean-Claude Brialy a Une femme française.
El 1999, Régis col·laborà de nou amb Catherine Deneuve per Est-Ouest, interpretada per Sandrine Bonnaire i Oleg Menchikov, que torna a mirar els anys foscos de l'estalinisme. Als anys 2000 inicia en un tema completament diferent. Es va dedicar als grans esportistes a Cœurs d'Athlètes, emesa a France 2 el 2003. Va tornar al cinema el 2005, amb L'humanoide perdut, que reuneix Joseph Fiennes i Kristin Scott Thomas. Després adapta el thriller de Fred Vargas, la plaga final, on retroba l'actriu vietnamita, Linh Dan Pham, que havia conegut a Indoxina.
El 4 d'abril de 2007 fou escollit membre de l'Académie des Beaux-Arts de l'Institut de France ocupant el seient de Henri Verneuil (1920-2002). Va ocupar la butaca cinc anys més tard l'1 de febrer de 2012, un temps sense precedents en els annals de l'Acadèmia.
Al desembre de 2013, va començar a rodar a Siem Reap (Cambodja) la pel·lícula Le Temps des aveux, adaptació del llibre Le portail de François Bizot. La pel·lícula es presenta al Festival Internacional de Cinema de Toronto de 2014.
El 2015 va ser designat al Conseil économique, social et environnemental.
Durant la campanya per a les eleccions presidencials franceses de 2017, va participar en una reunió per donar suport al candidat d'En marche! Emmanuel Macron el 17 d'abril a Bercy.

## Filmografia

### Director
- 1986: La Femme de ma vie, protagonitzada per Jane Birkin
- 1988: Sueurs froides (sèrie de televisió)
- 1989: Je suis le seigneur du château, protagonitzada per Dominique Blanc
- 1992: Indoxina, protagonitzada per Catherine Deneuve
- 1995: Une femme française, protagonitzada per Emmanuelle Béart
- 1995: Lumière et compagnie
- 1999: Est-Ouest, protagonitzada per Sandrine Bonnaire
- 2003: Cœurs d'Athlètes, protagonitzada per Haile Gebrsellasie
- 2005: L'humanoide perdut, protagonitzada per Joseph Fiennes i Kristin Scott Thomas
- 2007: La plaga final, protagonitzada per José Garcia, Lucas Belvaux i Marie Gillain
- 2011: La Ligne droite
- 2014: Le Temps des aveux

### Director assistent
- 1973 : La Femme en bleu
- 1974 : Nada
- 1978 : Mon premier amour
- 1979 : L'École est finie
- 1980 : La Banquière
- 1981 : Viens chez moi, j'habite chez une copine
- 1982 : Le Grand Patron
- 1982 : Le Grand Frère
- 1984 : Le Bon Plaisir
- 1984 : Souvenirs, souvenirs

### Guionista
- 1986: La Femme de ma vie amb Jane Birkin
- 1989: Je suis le seigneur du château amb Dominique Blanc
- 1992: Indoxina amb Catherine Deneuve
- 1992: L'échange
- 1995: Une femme française
- 1999: Est-Ouest
- 2005: L'humanoide perdut
- 2007: La plaga final
- 2014: Le Temps des aveux

### Actor
- 1973: La Femme en bleu
- 1984: Souvenirs, souvenirs
- 2002: Femme fatale

## Premis i nominacions
- 1987: César a la millor primera pel·lícula per La Femme de ma vie
- 1991: Oscar a la millor pel·lícula de parla no anglesa per Indoxina
- 1993: nominació al César al millor director per Indoxina
- 2000: Étoile d'Or al millor director per Est-Ouest
- 2000: Nominació al César al millor director per Est-Ouest
- 2000: Nominació a l'Oscar a la millor pel·lícula de parla no anglesa per Est-Ouest
- 2005: Selecció oficial al Festival Internacional de Cinema de Berlín per L'humanoide perdut (nominació a l'Os d'Or)
- 2010: Prix Henri-Langlois per la seva carrera internacional.
- 2018 : Prix Cazes per Les Prix d'excellence